# Bureå
Bureå is een plaats in de gemeente Skellefteå in het landschap Västerbotten en de provincie Västerbottens län in Zweden. De plaats heeft 2345 inwoners (2005) en een oppervlakte van 366 hectare. De plaats ligt aan een baai van de Botnische Golf en de Europese weg 4 loopt vlak langs de plaats.

## Geboren
- Orvar Bergmark (1930 - 2004), voetbaltrainer